# 정상위

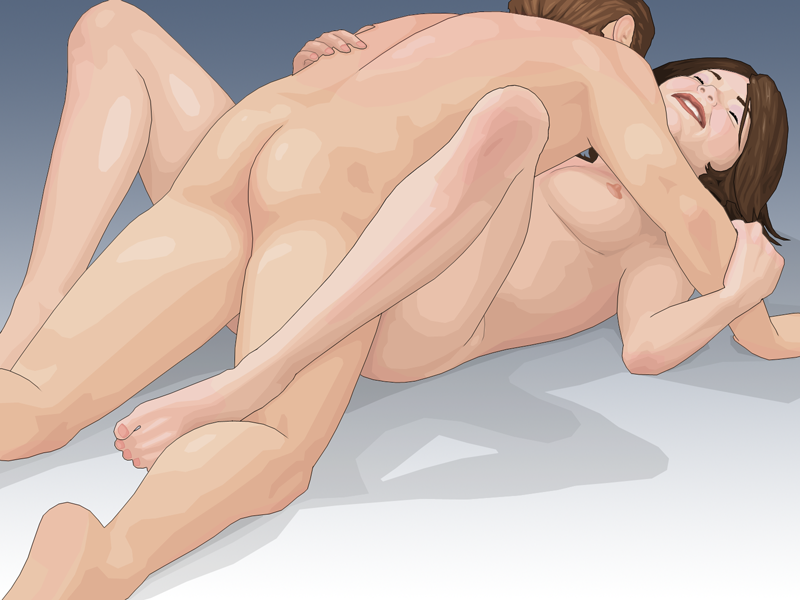
가장 일반적으로 행해지는 성교 체위인 정상위로, 이성 커플이 복부 대 복부 신체 접촉을 동반한 삽입을 하고 있다.

정상위(正常位) 또는 남성 상위 체위(男性上位體位)는 일반적으로 여성이 등을 대고 누워 다리를 벌리고 남성이 그 위에 엎드려 서로 얼굴을 마주 보며 음경-질 성교를 하는 체위를 말한다. 이 체위는 다른 성행위, 예를 들어 항문 성교에도 사용될 수 있다. 주로 이성애 성행위와 관련이 있지만 동성 커플도 사용한다. 이 체위는 성기 삽입이나 비삽입 성교(예: 대퇴부 성교)를 포함할 수 있으며, 음경-질 삽입의 경우 복부 대 복부(정면 대 정면) 생식 행위의 한 예시이다. 이 체위의 변형들은 음핵 자극의 정도, 삽입의 깊이, 여성의 참여도, 그리고 오르가슴의 가능성과 속도를 다양하게 조절할 수 있다.
정상위는 가장 흔한 성교 체위이지만, 모든 이들이 가장 선호하는 체위로 여기지는 않는다. 정상위는 피부 접촉이 많고 서로의 눈을 바라보며 키스하고 애무할 수 있는 로맨틱한 측면을 즐기는 커플들이 선호한다. 또한 이 체위는 생식에 좋은 체위로 여겨진다. 성행위 중 정상위는 한쪽이 골반 움직임의 리듬과 깊이를 조절할 수 있게 해주며, 다른 쪽도 엉덩이를 움직이거나 발로 침대를 밀거나, 팔다리로 상대를 더 끌어당김으로써 리듬을 맞출 수 있다. 이 체위는 임신 후기에는 적합하지 않으며, 여성이 성교 중 리듬과 삽입 깊이를 더 많이 통제하고 싶을 때는 덜 선호된다.

## 자세
삽입후 편안한 자세를 잡고 다리를 밀고당기며 골반을 흔들어주면 된다. 힙브릿지, 닐링스쿼트등의 운동으로 자세를 연습할수 있으며 춤에서는 트월킹 춤등을 참조하는것이 좋다. 성인물 남자배우들의 몸동작을 참조하여 따라해보는것도 도움이 된다.
너무 강하게 움직일경우 고관절이나 척추의 부상이 생길수 있으므로 가볍게 모멘텀을 발생시키며 움직이는것이 좋다. 입구쪽에서부터 얕게 삽입하며 각도를 잡는것이 좋으며, 질을 둘러싸고 있는 근육들이 물방울 모양인것을 고려하여 여러 부위를 자극하며 여유있게 즐기는것이 좋다.
질은 수축,이완하는 조직이며 삽입후 모양에 맞게 수축할때까지 잠시 멈추었다 움직이는 것이 좋다. 가만히 삽입하고 있는것만으로 기분이 좋기때문에 강박적으로 삽입운동을 할 필요는 없다.

## 같이 보기
- 인간의 성